# Вила-Майор (Санта-Мария-да-Фейра)
Вила-Майор (порт. Vila Maior) — населённый пункт и район в Португалии, входит в округ Авейру. Является составной частью муниципалитета Санта-Мария-да-Фейра. Находится в составе крупной городской агломерации Большой Порту. По старому административному делению входил в провинцию Дору-Литорал. Входит в экономико-статистический субрегион Энтре-Доуру-и-Воуга, который входит в Северный регион. Население составляет 1438 человек. Занимает площадь 2,71 км².